# North American 3 Hockey League
North American 3 Hockey League (NA3HL), tidigare Central States Hockey League (CSHL), är en amerikansk juniorishockeyliga som är på tredje nivå, tillsammans med Eastern Hockey League, i det amerikanska juniorishockeysystemet, de som ligger över är United States Hockey League (USHL) och North American Hockey League (NAHL). Ligan är för ishockeyspelare som är upp till 20 år gamla och som inte får plats i USHL eller NAHL. Samtliga som spelar i ligan är amatörer, för att kunna vara berättigade till att deltaga i collegeserierna inom främst National Collegiate Athletic Association (NCAA).

## Historik
Ligan grundades på tidigt 1980-tal som Central States Hockey League (CSHL). Den 1 november 2010 blev ishockeyligan förvärvad av NAHL och fick sitt nuvarande namn. I mars 2014 blev American West Hockey League (AWHL) fusionerad med NA3HL och AWHL gjordes om till en division med namnet Frontier Division. Två år senare genomförde NA3HL en ytterligare fusion och den här gången med North American 3 Eastern Hockey League.

## Lagen

### Nuvarande
De lag som kommer att spela i serien för säsong 2022–2023.
| Division | Lag                      | Stad/Stat                       | Arena                          | Anslöt |
| -------- | ------------------------ | ------------------------------- | ------------------------------ | ------ |
| Central  | Milwaukee Power          | Milwaukee, Wisconsin            | Wilson Ice Arena               | 2014   |
| Central  | Oregon Tradesman         | Oregon, Wisconsin               | Oregon Ice Arena               | 2015   |
| Central  | Peoria Mustangs          | Peoria, Illinois                | Owens Center                   | 2000   |
| Central  | Rochester Grizzlies      | Rochester, Minnesota            | Rochester Recreation Center    | 2015   |
| Central  | St. Louis Jr. Blues      | Affton, Missouri                | Affton Ice Rink                | 1987   |
| Central  | Wausau Cyclones          | Wausau, Wisconsin               | Marathon County Arena          | 2017   |
| East     | Bay State Bobcats        | Holyoke, Massachusetts          | Fitzpatrick Ice Skating Rink   | 2016   |
| East     | Danbury Jr. Hat Tricks   | Danbury, Connecticut            | Danbury Ice Arena              | 2016   |
| East     | Long Beach Sharks        | Long Beach, New York            | Long Beach Ice Arena           | 2016   |
| East     | New Jersey Titans        | Middletown Township, New Jersey | Middletown Ice Arena           | 2016   |
| East     | Northeast Generals       | Attleboro, Massachusetts        | New England Sports Village     | 2016   |
| East     | Norwich Sea Captains     | Norwich, Connecticut            | Rose Garden Ice Arena          | 2016   |
| Frontier | Badlands Sabres          | Rapid City, South Dakota        | Roosevelt Park Ice Arena       | 2016   |
| Frontier | Bozeman Icedogs          | Bozeman, Montana                | Haynes Pavilion                | 2014   |
| Frontier | Butte Cobras             | Butte, Montana                  | Butte Community Ice Center     | 2014   |
| Frontier | Gillette Wild            | Gillette, Wyoming               | Campbell County Ice Arena      | 2014   |
| Frontier | Great Falls Americans    | Great Falls, Montana            | Great Falls Ice Plex           | 2014   |
| Frontier | Helena Bighorns          | Helena, Montana                 | Helena Ice Arena               | 2014   |
| Frontier | Sheridan Hawks           | Sheridan, Wyoming               | Sheridan Ice M&M’s Center      | 2019   |
| Frontier | Yellowstone Quake        | Cody, Wyoming                   | Victor J. Riley Arena          | 2014   |
| South    | Atlanta Capitals         | Duluth, Georgia                 | Atlanta Ice Forum              | 2015   |
| South    | Austin Ice Bats          | Cedar Park, Texas               | Chaparral Ice at The Crossover | 2021   |
| South    | El Paso Rhinos           | El Paso, Texas                  | El Paso County Events Center   | 2020   |
| South    | Louisiana Drillers       | Lafayette, Louisiana            | Nytex Sports Centre            | 2013   |
| South    | Mid-Cities Junior Stars  | Euless, Texas                   | Dr. Pepper Star Center         | 2013   |
| South    | New Mexico Ice Wolves    | Albuquerque, New Mexico         | Outpost Ice Arena              | 2022   |
| South    | Texas Jr. Brahmas        | North Richland Hills, Texas     | Nytex Sports Centre            | 2014   |
| South    | Texas Roadrunners        | College Station, Texas          | Spirit Ice Arena               | 2016   |
| West     | Alexandria Blizzard      | Alexandria, Minnesota           | Runestone Community Center     | 2012   |
| West     | Granite City Lumberjacks | Sauk Rapids, Minnesota          | Armadillo Deck Sports Arena    | 2011   |
| West     | Mason City Toros         | Mason City, Iowa                | North Iowa Ice Arena           | 2011   |
| West     | Minnesota Loons          | Breezy Point, Minnesota         | Breezy Point Ice Center        | 2021   |
| West     | New Ulm Steel            | New Ulm, Minnesota              | New Ulm Civic Center           | 2016   |
| West     | Willmar War Hawks        | Willmar, Minnesota              | Willmar Civic Center           | 2011   |

### Tidigare
De lag som har spelat i NA3HL.
| - Battle Creek Jr. Revolution - Billings Bulls - Binghamton Jr. Senators - Breezy Point North Stars - Cape Cod Islanders - Chicago Force - Chicago Hitmen - Chicago Jr. Bulldogs - Cincinnati Cobras - Cincinnati Jr. Cyclones - Cincinnati Swords - Cincinnati Thunder - Cleveland Jr. Lumberjacks - College Station Spirit - Columbus Crush - Columbus Jr. "B" Blue Jackets - Columbus Stars - Coulee Region Chill - Dallas Jr. Stars - Danbury Colonials - Dayton Falcons - Dubuque Thunderbirds - East Coast Minutemen - Elmira Jr. Soaring Eagles - Euless Junior Stars | - Evansville Jr. Thunderbolts - Flint Jr. Generals - Glacier Nationals - Grand Rapids Owls - Jersey Shore Wildcats - L/A Fighting Spirit - La Crosse Freeze - Lansing Wolves - Lewiston/Auburn Nordiques - Lockport Express - Maine Wild - Metro Jets - Michigan Ice Dogs - Michigan Mountain Cats - Minnesota Flying Aces - Missoula Junior Bruins - Motor City Chiefs - Nashville Junior Predators - New England Knights - New England Stars - New York Aviators - Niagara Falls Powerhawks - North Iowa Bulls - Oklahoma City Hockey Club - Oklahoma City Ice Hawks | - Oklahoma City Jr. Blazers - Oswego Stampede - Pittsburgh Jr. Penguins - Pittsburgh Vengeance - Point Mallard Ducks - Quad City Express - Quad City Jr. Flames - Queen City Steam - Roc City Royals - Rochester Ice Hawks - Skylands Kings - Southern Tier Xpress - Sugar Land Imperials - Syracuse Stampede - Three Rivers Vengeance - Toledo Cherokee - Topeka Capitals - Twin City Steel - Wausau Riverwolves - Wayne Wheels - West Michigan Wolves - Wisconsin Whalers - Wooster Oilers |

## Vinnare
Sedan 1988 har ishockeyligan delat ut Fraser Cup, som delas ut till det lag som vinner NAHL:s slutspel.
| Hurster Cup - 1988: St. Louis Jr. Blues - 1989: Lytes Rustlers - 1990: Metro Jets - 1991: Wayne Chiefs - 1992: Downriver Blades - 1993: Wayne Chiefs - 1994: St. Louis Jr. Blues - 1995: Toledo Cherokee - 1996: Motor City Chiefs - 1997: Toledo Cherokee - 1998: Motor City Chiefs - 1999: Toledo Cherokee | - 2000: St. Louis Jr. Blues - 2001: Metro Jets - 2002: Metro Jets - 2003: St. Louis Jr. Blues - 2004: St. Louis Jr. Blues - 2005: St. Louis Jr. Blues - 2006: St. Louis Jr. Blues - 2007: Dubuque Thunderbirds - 2008: Dubuque Thunderbirds - 2009: Dubuque Thunderbirds - 2010: St. Louis Jr. Blues Silver Cup - 2011: Chicago Hitmen | - 2012: Granite City Lumberjacks - 2013: North Iowa Bulls - 2014: North Iowa Bulls - 2015: Granite City Lumberjacks - 2016: North Iowa Bulls Fraser Cup - 2017: Granite City Lumberjacks - 2018: Metro Jets - 2019: Texas Jr. Brahmas - 2020: Inställt - 2021: North Iowa Bulls - 2022: Rochester Grizzlies |

## Spelare

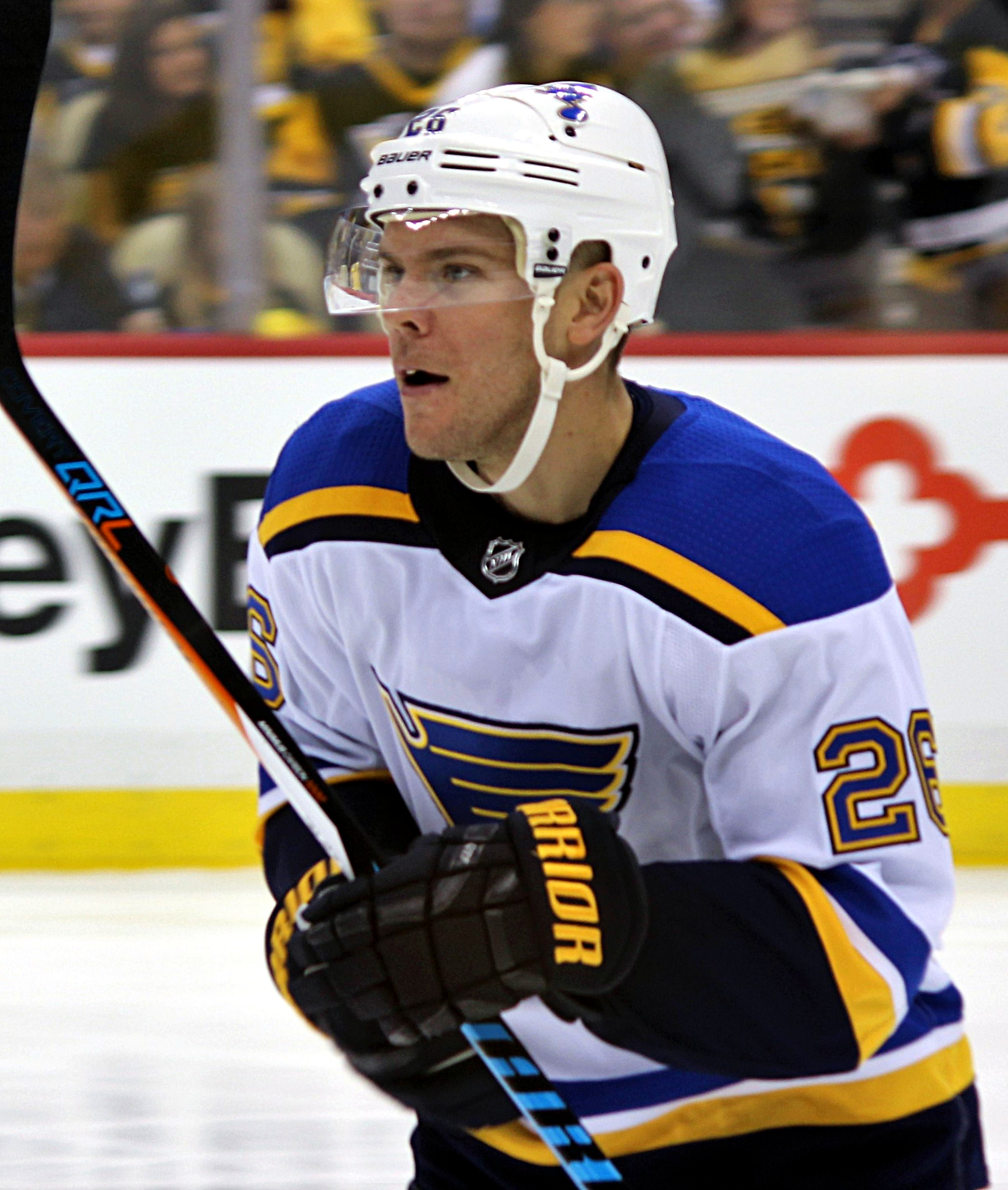
Paul Stastny.

Ett urval av ishockeyspelare som har spelat en del av sina ungdomsår i NA3HL och dess föregångare och blivit professionella ishockeyspelare.
| Målvakter | Backar - Chris Butler | Forwards - Brandon Bollig - Paul Stastny - Yan Stastny - Travis Turnbull - Joe Vitale |